# William March
Pour les articles homonymes, voir March.
William March (William Edward Campbell) est un écrivain américain né à Mobile le 18 septembre 1893 et mort à La Nouvelle-Orléans en Louisiane le 15 mai 1954 .

## Œuvre

### Romans
- Company K (en), 1933
  - Compagnie K, trad. de Stéphanie Levet, Paris, Éditions Gallmeister, 2013, 230 p.  (ISBN 978-2-35178-068-8)
- Come in at the Door, 1934
- The Tallons, 1936
- The Looking-Glass (en), 1943
- October Island (en), 1952
- The Bad Seed (en), 1954
  - Mauvaise graine, trad. d’Yves Rivière et Heddy Einstein, Paris, Éditions Amiot-Dumont, 1957, 253 p. (BNF 32416472)
  - Graine de potence, (nouvelle traduction) trad. de Denise Rousset, Paris, Éditions Gallimard, coll. Série noire no 923, 1965, 191 p. (BNF 33089462), réédition Carré noir no 163, 1973